# David de Gea
David de Gea Quintana (Madrid, 7. studenog 1990.) španjolski je nogometni vratar. Trenutačno igra za Fiorentinu.

## Životopis
Rođen u Madridu, De Gea je s 13 godina započeo karijeru u Atléticu te se u razdoblju od 2001. do 2009. izborio za mjesto u prvoj momčadi madridskog kluba. Nakon što je postao prvi golman kluba, uskoro je tako privukao pažnju Uniteda, za kojeg je potpisao 2011. godine. Bio je kapetan U-21 reprezentacije, a 2012. je pozvan u seniorsku reprezentacijz za UEFA Euro 2012. Španjolski nogometni izbornik objavio je u svibnju 2016. popis za nastup na Europsko prvenstvo u Francuskoj, na kojem se nalazi De Gea.